# Рокбриджит
Рокбриджи́т (рос. рокбриджит; англ. rockbridgeite; нім. Rockbridgeit m) — мінерал, основний фосфат заліза та манґану.

## Загальний опис
Група фронделіту.
Хімічна формула: (Fe2+,Mn)(Fe3+)4(OH)5[PO4]3.
Склад у % (штат Арканзас, США): FeO — 2,66; MnO — 2,84; Fe2O3 — 55,00; P2O5 — 30,43; H2O — 8,06; нерозчинний залишок — 1,01.
Форми виділення: радіонально-променисті та натічні маси, гроноподібні, паралельно-волокнисті і списоподібні агрегати, рідше — дрібні призматичні кристали.
Сингонія ромбічна. Ромбо-дипірамідальний вид. Волокнистий.
Густина 3,45.
Твердість 3,75.
Колір зеленувато-бурий до чорного або жовтий до оливково-бурого.
Вторинний мінерал, який зустрічається в родовищах лімоніту, а також як продукт зміни манґаново-залізних фосфоритів у пегматитах. Рідкісний.
Місця знахідок: Ауербах, Гагендорф, Плейштейн (Баварія, ФРН); Шантлуб (Верхня В'єна, Франція); штат Вірджинія, США; Калба (Алтай, РФ).
За назвою місцевості Рокбрідж, штат Вірджинія, США (C.Frondel, 1949).
Синонім — рокбриджеїт.

## Різновиди
Розрізняють:
- рокбриджит манґанистий (фронделіт);
- рокбриджит цинковистий (цинкрокбриджеїт).